# Халдыванбекский район
Халдыванбекский район (узб. Холдевонбек тумани) — единица административного деления Андижанской области Узбекской ССР, существовавшая в 1943—1962 годах.

## История
Халдыванбекский район с центром в кишлаке Халдыванбек был образован 13 февраля 1943 года в составе Андижанской области Узбекской ССР. В район были переданы 6 сельсоветов Сталинского района и 1 сельсовет Ленинского района.
По данным на 1 октября 1948 года район включал 8 сельсоветов: им. Ахунбабаева, Бустон, им. Кирова, им. Куйбышева, Ленинабад, им. Максима Горького, Найнаво и Хакикат.
24 декабря 1962 года Халдыванбекский район был упразднён.

## Население
По данным переписи 1959 года, в районе проживало 27 597 человек.